# Adela Navarro Bello
Adela Navarro Bello (Tijuana, Baja California, México, 1968) es una periodista mexicana especializada en periodismo de investigación y es además la directora general del semanario Zeta de Tijuana. Zeta, que fue fundada en 1980, es una de las pocas publicaciones que informa con frecuencia sobre la delincuencia organizada, el narcotráfico y la corrupción en las ciudades fronterizas de México. Varios editores y reporteros de Zeta han sido asesinados, incluyendo a Héctor Félix Miranda, cofundador de Zeta, y a Francisco Ortiz Franco, coeditor.
Durante su carrera ha recibido múltiples reconocimientos como el Premio Internacional a la Libertad de Prensa del Comité para la Protección de los Periodistas y el Premio a la Valentía en el Periodismo, concedido por la International Women's Media Foundation. En 2013 fue incluida en la lista de «100 Pensadores Globales» de la revista Foreign Policy, que incorpora reconocidos líderes políticos y empresarios a nivel internacional. Navarro Bello fue la única latinoamericana de la lista.

## Biografía

### Primeros años
Navarro vivió en una casa llena de libros y comenzó a escribir desde la infancia. Su padre, un vendedor de alfombras, leía al menos cuatro periódicos al día. Estudió Ciencias de la Comunicación y durante su tiempo en la universidad conoció a Jesús Blancornelas, un conocido periodista de investigación de Tijuana que acudió a dar una conferencia en su escuela; Navarro le pidió trabajo cubriendo información política en la revista Zeta. Fue contratada en 1990 y Blancornelas se convirtió en su mentor.

### Carrera periodística
Antes de asumir la dirección, Navarro trabajó como reportera para Zeta cubriendo el conflicto de Chiapas de 1994 y además contribuía en la revista «Sortilegioz» redactando una columna. Aunque sus primeros artículos se centraron en el Partido Revolucionario Institucional (PRI), que gobernó México durante mucho tiempo, también comenzó a informar sobre la corrupción del Partido Acción Nacional (PAN), después de que sus miembros llegaron al poder. Se convirtió en la primera mujer editora de la revista en 1994.
Blancornelas murió de cáncer en 2006, dejando el control de la revista a Navarro y a su hijo, César René Blanco Villalón. Cansado por la muerte de varios de sus editores, Blancornelas había comenzado a poner en duda la capacidad de Zeta para fomentar el cambio y había considerado que la revista cerrara tras su muerte, pero Navarro y Blanco lo convencieron de dejar que la revista continuara.
Como nueva directora de la revista, continuó con la tradición de Blancornelas de realizar reportajes de alto riesgo sobre el crimen organizado y afirmaba que «cada vez que un periodista se autocensura, toda la sociedad pierde». Supervisó una investigación del exalcalde de Tijuana Jorge Hank Rhon, cuya guardia había asesinado a un columnista y cofundador de Zeta, Héctor Félix Miranda. Tras la detención de Hank por posesión de armas ilegales en 2011, la revista publicó los detalles y números de serie de las 88 armas encontradas en su casa; el ejemplar de la revista se agotó y el número de vistas recibidas causó la caída de su sitio web. Aunque Hank quedó en libertad por falta de pruebas, Navarro continuó presionando para que fuera detenido por su participación en el asesinato de Félix Miranda.
Zeta fue criticada en 2009 y 2010 por ser demasiado empática con el Ejército Mexicano y no cubrir sus presuntos abusos a los derechos humanos; la revista incluso nombró a un general del ejército como la «persona del año» en cada uno de esos años. Autoridades de Estados Unidos notificaron a Navarro en enero de 2010 que existían amenazas de muerte contra ella de parte del Cartel de Tijuana, el gobierno mexicano asignó siete soldados para que velaran por su seguridad. Un mes más tarde, fueron detenidas diez personas por planear un ataque con granadas contra las oficinas de Zeta.

## Premios y reconocimientos
Navarro fue patrocinada por el Departamento de Estado de los Estados Unidos para realizar una gira por seis ciudades estadounidenses en 1999 para estudiar el tema de la migración y los métodos de trabajo de la Patrulla Fronteriza. En 2007 recibió el Premio Internacional a la Libertad de Prensa del Comité para la Protección de los Periodistas (CPJ). El premio se otorga a los periodistas que demuestran valentía en la defensa de la libertad de prensa ante los ataques, amenazas y encarcelamientos. El comité produjo además un documental sobre Navarro Bello y Zeta.
En 2009 recibió el Premio Anna Politkovskaja del Festival Internacional de Ferrara, Italia; en 2011 el Premio a la Valentía en Periodismo (Courage in Journalism Award), concedido por la International Women's Media Foundation (IWMF), una organización internacional que apoya la presencia de las mujeres en los medios de comunicación; y en 2012 el Premio Daniel Pearl de la Asociación de Periodistas de Chicago. En 2012 también fue nombrada «Periodista del Año» por la Sociedad de Periodistas Profesionales de San Diego, California; fue considerada entre las «150 mujeres que mueven al mundo» por la revista Newsweek; y ocupó el puesto número 76 en la lista de «100 Pensadores Globales» de Foreign Policy, donde fue la única latinoamericana incluida. En 2013 fue galardonada con el Premio Frank McCulloch al Valor Periodístico, que otorga la Reynolds School de la Universidad de Nevada.
Bajo la dirección de Navarro, la revista Zeta ha recibido varios reconocimientos, entre ellos  el Premio Ortega y Gasset a la mejor Trayectoria Profesional en 2008, otorgado por el periódico español El País; el Premio Perfil a la Libertad de Expresión Internacional en 2009, concedido por la Editorial Perfil de Argentina; y la Medalla de Honor al Servicio Distinguido en Periodismo de la Escuela de Periodismo de la Universidad de Misuri en 2010;